# Rubus crispomarginatus
Rubus crispomarginatus är en rosväxtart som beskrevs av J. Holub. Rubus crispomarginatus ingår i släktet rubusar, och familjen rosväxter. Inga underarter finns listade i Catalogue of Life.